# 黄羊滩站
黄羊滩站位于中华人民共和国宁夏回族自治区银川市永宁县玉泉营农场，建于1958年，是包兰铁路上的一个铁路车站，现办理客货运业务，车站及其上下行区间均为电气化区段。车站距离包头站538公里，隶属中国铁路兰州局集团，是四等站。

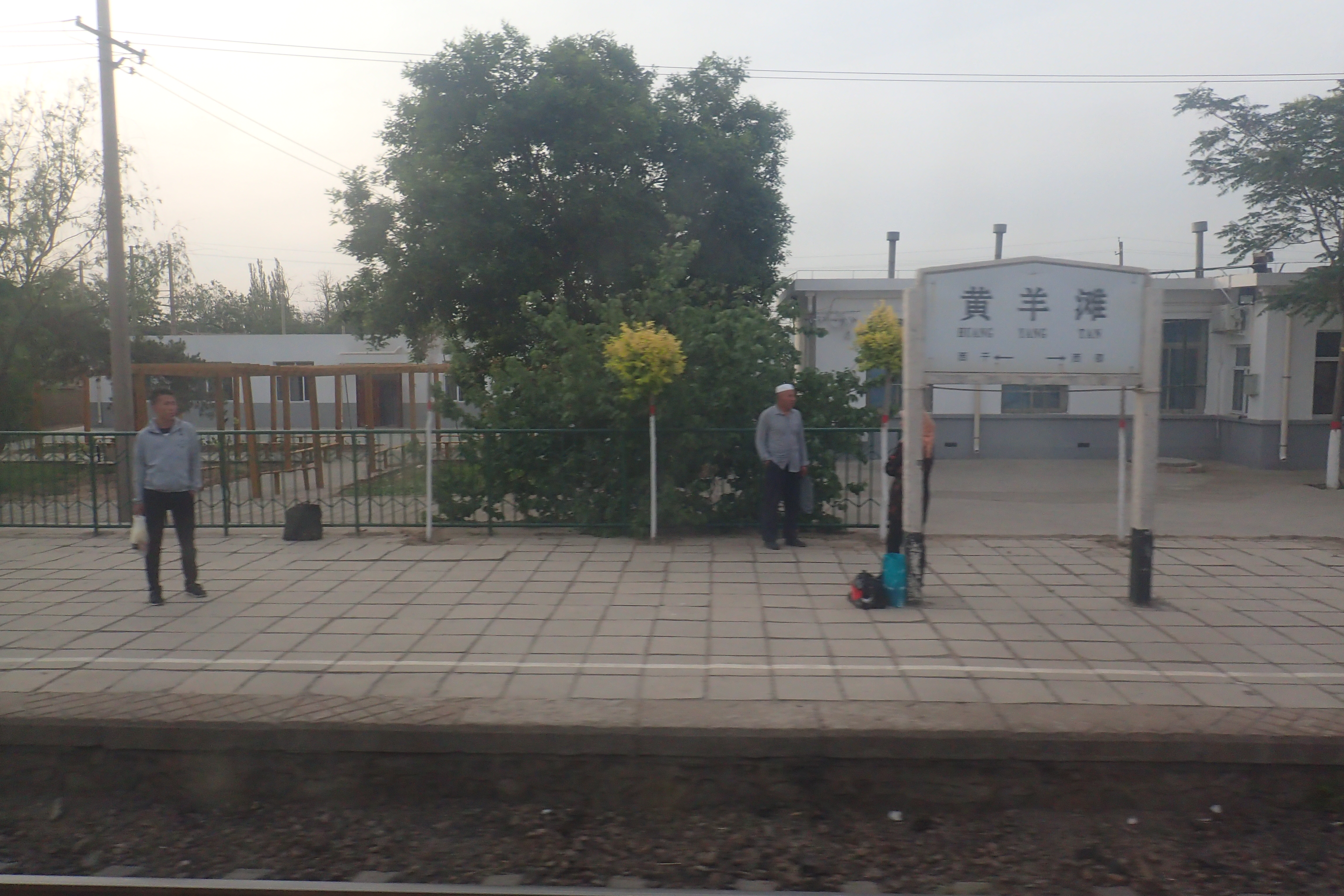
2017年5月，列车上抓拍的黄羊滩站站牌